# Aphidius artemisicola
Aphidius artemisicola är en stekelart som beskrevs av Tizado och Nunez-perez 1995. Aphidius artemisicola ingår i släktet Aphidius och familjen bracksteklar. Inga underarter finns listade i Catalogue of Life.